# Milano-Vignola 1975
La Milano-Vignola 1975, ventitreesima edizione della corsa, si svolse il 25 aprile 1975 per un percorso totale di 247 km, con partenza da Rogoredo ed arrivo a Vignola. La vittoria fu appannaggio del belga Rik Van Linden, il quale completò la gara in 5h29'00", alla media di 45,045 km/h, precedendo il connazionale Patrick Sercu e l'italiano Pierino Gavazzi.

## Ordine d'arrivo (Top 10)
| Pos. | Corridore          | Squadra         | Tempo    |
| ---- | ------------------ | --------------- | -------- |
| 1    | Rik Van Linden     | Bianchi         | 5h29'00" |
| 2    | Patrick Sercu      | Brooklyn        | s.t.     |
| 3    | Pierino Gavazzi    | Jollj Ceramica  | s.t.     |
| 4    | Luciano Borgognoni | Zonca-Santini   | s.t.     |
| 5    | Giancarlo Polidori | Furzi-F.T.      | s.t.     |
| 6    | Knut Knudsen       | Jollj Ceramica  | s.t.     |
| 7    | Giacomo Bazzan     | Jollj Ceramica  | s.t.     |
| 8    | Italo Zilioli      | Magniflex       | s.t.     |
| 9    | Aldo Parecchini    | Brooklyn        | s.t.     |
| 10   | Aldo Lussignoli    | Presutti-Notari | s.t.     |